# مانشستر يونايتد موسم 1967–68
كان موسم 1967–68 واحدًا من أنجح المواسم في تاريخ مانشستر يونايتد، حيث تغلب الفريق على بنفيكا 4–1 في نهائي كأس أوروبا 1967–68 ليصبح أول فريق إنجليزي يفوز بالبطولة. وكان الفريق بقيادة المدير مات بسبي. وعلى الرغم من نجاحه في الفوز بكأس أوروبا، فقد احتل يونايتد المركز الثاني في دوري الدرجة الأولى، بفارق نقطتين عن غريمه المحلي مانشستر سيتي، بعد خسارته المباراة الأخيرة من الموسم أمام سندرلاند.
كان موسم 1967–68 عامًا مميزًا للجناح جورج بست، الذي قاد الفريق برصيد 28 هدفًا في الدرجة الأولى و32 هدفًا بشكل عام، وتم التصويت له كأفضل لاعب كرة قدم في أوروبا وأفضل لاعب في العام من قبل رابطة كتاب كرة القدم. وسجل أربعة لاعبين آخرين أهدافا مزدوجة الرقم خلال الحملة: بوبي تشارلتون (20)، وبرين كيد (17)، ودينيس لو (11)، والجناح الشاب جون آستون جونيور (10).